# Lễ hội hoa đăng Thái Lan
Lễ hội hoa đăng Thái Lan (tiếng Thái: ลอยกระทง, RTGS: Loi Krathong, phát âm [lɔ̄ːj krā.tʰōŋ]) là một lễ hội truyền thống, có từ rất lâu đời được bắt nguồn từ đất nước Thái Lan. Hàng năm lễ hội được tổ chức vào đêm rằm (trăng tròn) tháng 12 theo lịch Thái (vào khoảng tháng 11 Dương lịch) trên khắp Thái Lan và ở một số vùng của Lào, Myanmar (ở bang Shan) và Tây Song Bản Nạp ở Trung Quốc.
Sau lễ hội Songkran vào dịp Tết truyền thống, Lễ hội Loy Krathong là lễ hội lớn thứ 2 trong năm, và cũng là một trong những lễ hội đẹp nhất, màu sắc nhất và cổ nhất của vương quốc Thái Lan mang nhiều ý nghĩa và chứa đựng nhiều yếu tố thần thoại nhất của người Thái.
Cùng ngày này, ở bên ngoài Thái Lan, lễ hội này được tổ chức dưới nhiều tên gọi khác nhau, bao gồm "lễ hội Tazaungdaing" (tiếng Miến Điện: တန်ဆောင်တိုင်ပွဲတော်) ở Myanmar, ngày trăng tròn Poya hay là Uposatha (tiếng Phạn: Upavasatha, ngày lễ Phật giáo hàng tháng để "làm sạch tâm trí bị ô uế") ở Sri Lanka và "Bon Om Touk" (tiếng Khmer: បុណ្យអុំទូក, ngày hội nước) ở Campuchia, và ở phía bắc Malaysia.

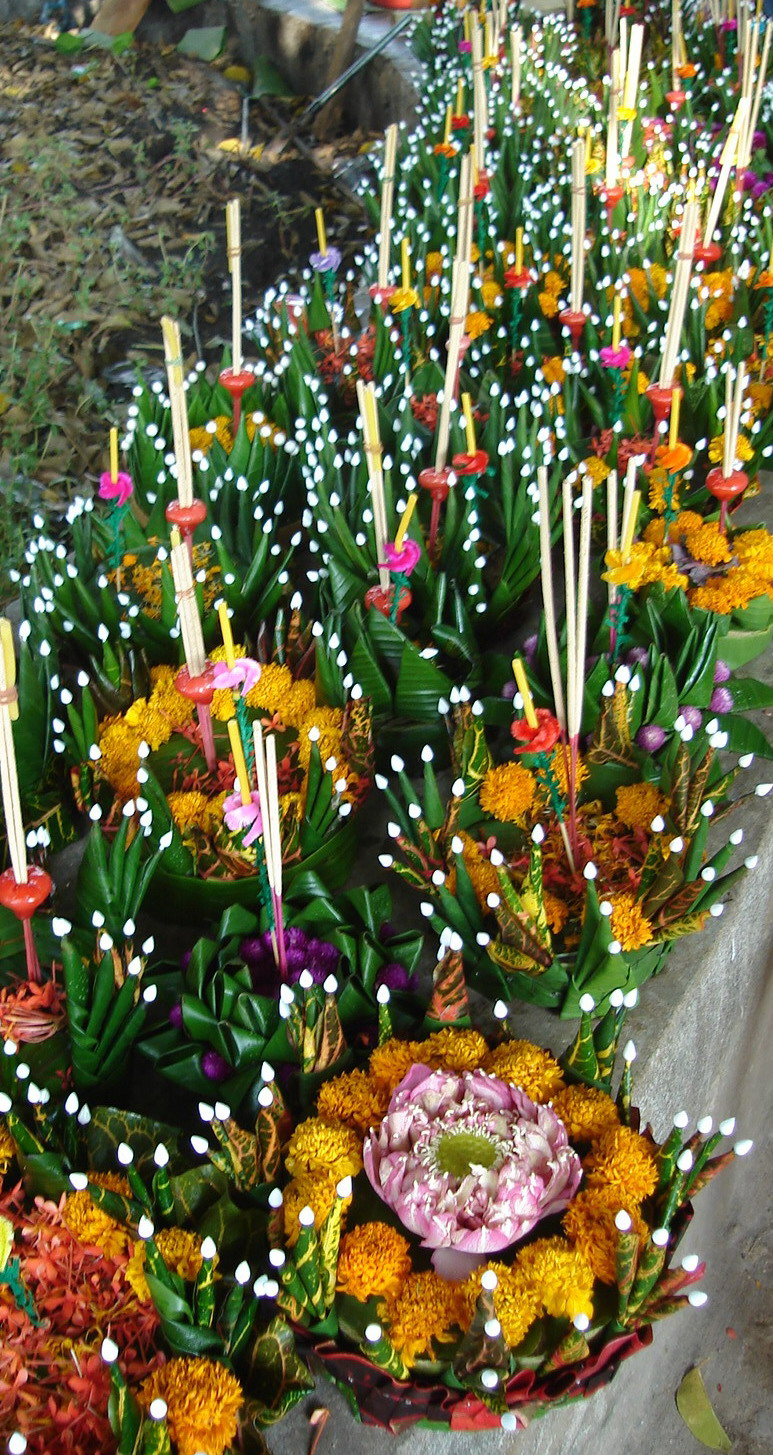
Các krathong

## Lịch sử lễ hội
Trong tiếng Thái, Loy có nghĩa là "trôi", còn krathong là muốn nói tới chiếc bè nổi trên nước có hình hoa sen. Theo truyền thống, krathong được làm từ lá chuối hoặc các lớp thân cây chuối hoặc các tua của cây hoa huệ nhện (spider lillies). Một krathong gồm có thức ăn, trầu cau, hoa, nhang, nến và tiền xu. Dù làm bằng chất liệu gì, các chiếc krathong đều được trang trí các lá chuối được gấp xếp tỉ mẩn, hoa, nến và nhang. Một vài đồng bạc lẻ thỉnh thoảng cũng được đặt vào để dâng lên các thần sông. Suốt đêm trăng tròn, người Thái thả các krathong này xuống sông, kênh rạch hoặc ao hồ. Nhiều người tin là lễ hội này bắt nguồn từ một tập tục cổ xưa là thể hiện sự tôn kính đối với các thần sông. Ngày nay, lễ hội này đơn giản là một dịp để vui chơi.

### Giả thuyết về nguồn gốc
Nguồn gốc về Lễ hội hoa đăng của Thái Lan, có nhiều sự tích khác nhau.

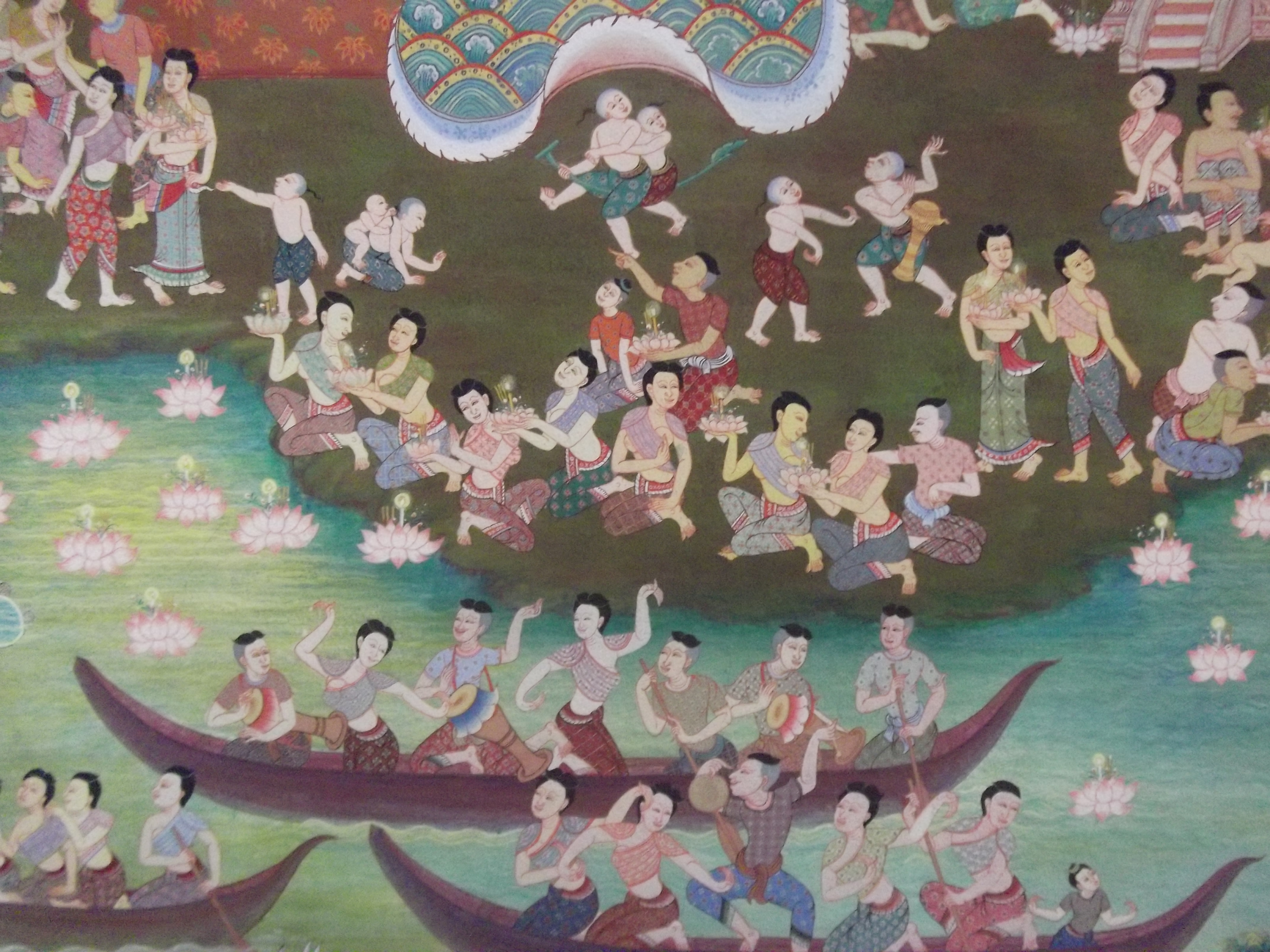
Tranh vẽ về ngày lễ, trang trí ở Wat Phra Kaew, Chùa Phật Ngọc tại Cung điện Hoàng gia ở Bangkok

Một câu truyện được dân gian được kể lại là vào triều đại đầu tiên của Thái Lan cách đây 800 năm - thời kỳ Sukhothai ở thế kỷ XIII, bằng sự khéo léo của mình, các nàng công chúa của vị vua đương triều đã ghép tàu lá chuối, đặt lên đó một cái đèn hình hoa sen, sắp hoa và nến thơm thả trôi trên mặt nước để tỏ lòng biết ơn của họ với Đức Phật và dòng sông. Nhà vua đã rất vui mừng, và ra lệnh mỗi năm vào ngày 15 tháng 12 (lịch Thái Lan) trăng tròn mùa Loy Krathong nhân dân làm đèn thả nước theo mô hình trên. Đèn nước để bày tỏ lòng biết ơn đối với thiên nhiên, mà còn cầu cho một năm nhiều may mắn.
Theo các ghi chép khác trong "Mongkut" của vua Rama IV năm 1863, nguyên thủy là lễ hội này bắt nguồn từ lễ hội của Ấn Giáo Phệ đà (Vedic Brahmanism) được các sư Thái Lan biến đổi thành một nghi lễ vinh danh đức Phật Thích Ca Mâu Ni. Bên cạnh việc tôn kính Phật bằng cách sử dụng ánh sáng (nến trên chiếc hoa đăng), việc thả trôi đèn nến còn là một hành động biểu trưng cho việc xóa đi mọi sân hận, giận dữ và những thứ ô uế để mọi người có thể bắt đầu lại từ đầu với tâm thế tốt hơn. Mọi người cũng cắt tóc và móng tay rồi đặt lên hoa đăng như là một hành động bỏ đi tất cả các phần xấu xa của mình.
Một cách giải thích đơn giản hơn về lễ hội đã có lịch sử hơn 700 năm, nhiều người Thái tin rằng thả trôi một chiếc hoa đăng sẽ mang lại may mắn tốt lành, và họ làm điều này để tỏ lòng tôn kính với Nữ thần Nước Phra Mae Khongkha (tiếng Thái: พระแม่คงคา) và cầu xin thần tha thứ cho những hành động của con người trong cuộc sống hàng ngày đã làm ô nhiễm nguồn nước của người.

### Sự tích khác
Cuộc thi sắc đẹp gắn liền với lễ hội được gọi là cuộc thi "Tuyển chọn nữ hoàng Nopphamat". Theo truyền thuyết, Nang Nopphamat (tiếng Thái: นางนพมาศ; có thể phát âm là "Noppamas" hoặc "Nopamas") là vợ của vua Loethai của vương quốc Sukhothai thế kỷ 14 và bà chính là người đầu tiên thả trôi một chiếc hoa đăng. Tuy vậy, câu chuyện này chỉ mới được kể vào đầu thế kỷ 19. Không có bằng chứng cho thấy bà Nang Nopphamat có tồn tại hay không. Thay vào đó, có một sự thật rằng một người đàn bà với tên gọi này là nhân vật chính của một tiểu thuyết ra đời vào thời vua Rama III- khoảng năm 1850. Nhân vật này được xây dựng như là một phụ nữ hướng dẫn các phụ nữ muốn trở thành các công chức.

## Hoạt động lễ hội

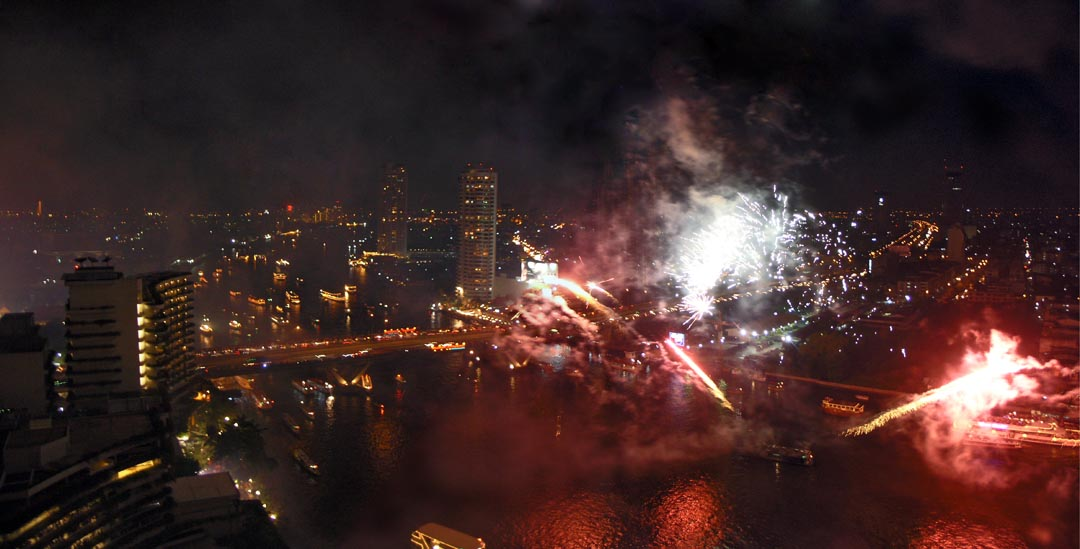
Pháo bông và bè hoa trên sông Chao Phraya - lễ hội Loi krathong của Ánh sáng - Bangkok, tháng 11 năm 2004

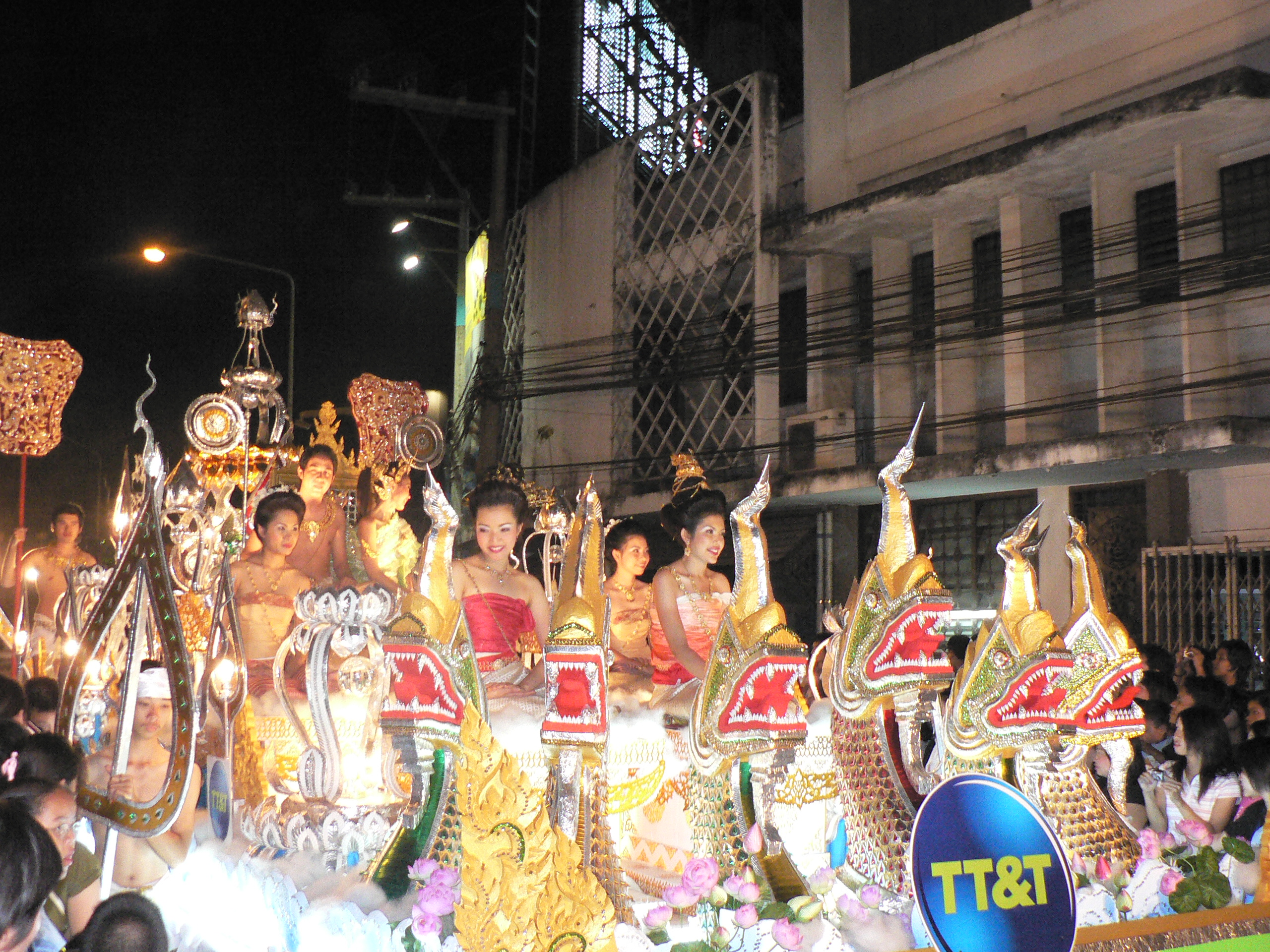
Diễu hành xe hoa tại Chiang Mai

Lễ hội Loy Krathong được tổ chức khắp đất nước Thái Lan, nhưng lớn nhất là tại 4 tỉnh Sukhothai, Chiang Mai, Ayutthaya và Bangkok. Ở những nơi này, ngoài hoạt động thả đèn krathong, thành phố còn tổ chức bắn pháo hoa, diễu hành có trống chiêng; đua thuyền hay đua thả đèn hoa đăng, thi kết hoa đăng; cuộc thi sắc đẹp Miss Nopphamat; thưởng thức ẩm thực Thái và các tiết mục biểu diễn văn nghệ, âm nhạc truyền thống của Thái.
Tại Sukhothai, quê hương của lễ Loy Krathong, lễ hội kéo dài 3 ngày. Những chiếc đền lồng được thả dọc các dòng sông và soi sáng những khu di tích khảo cổ đẹp nhất Thái Lan tại Sukhodai, cố đô của vương quốc Xiêm.
Tại thủ đô Bangkok, bên cạnh các hoạt động truyền thống như bắn pháo hoa, rước tàu, một vài khách sạn bên bờ sông Chao Phraya bật đèn sáng gần như cả đêm và một vài bể bơi trong khách sạn cũng cho phép khách thả đèn vào đêm hội. Tại cố đô Ayutthaya là chợ nổi, lễ rước đèn, thi hoa hậu, liên hoan ẩm thực Thái Lan, đua thuyền...
Các văn phòng Chính phủ, các doanh nghiệp và các tổ chức khác thường kết các hoa đăng lớn được trang trí đẹp đẽ. Ngoài ra còn có nhiều cuộc thi kết hoa đăng ở địa phương và cấp Trung ương, người ta thi thố nhau về độ đẹp và độ tài khéo của nghệ nhân. Thêm vào đó, còn có bắn pháo hoa và thi hoa khôi suốt thời gian lễ hội.

## Khác biệt của lễ hội tại các vùng miền
Lễ hội Loy Krathong tổ chức cũng có màu sắc riêng tại một số địa phương. Ví dụ, ở tỉnh Tak (phía Tây Thái Lan giáp với Myanmar) có truyền thống Loy Krathong độc đáo: hoa đăng được kết bằng những tán lá dừa, thay vì lá chuối như phần lớn những nơi tổ chức Loy Krathong ở Thái Lan; từng lễ vật riêng được kết vào nhau thành bè và thả cùng lúc để một chuỗi ánh sáng lấp lánh dọc con sông Ping (con sông nối từ Tak đến trung tâm Thái Lan).
Vùng Kelantan ở Malaysia cũng tổ chức một kiểu lễ hội giống như lễ hội này, đặc biệt là tại khu vực Tumpat. Bộ trưởng phụ trách du lịch của Malaysia đã công nhận lễ hội này là một nét hấp dẫn đối với du khách. Hằng năm, có rất nhiều người đã tham dự lễ hội này.

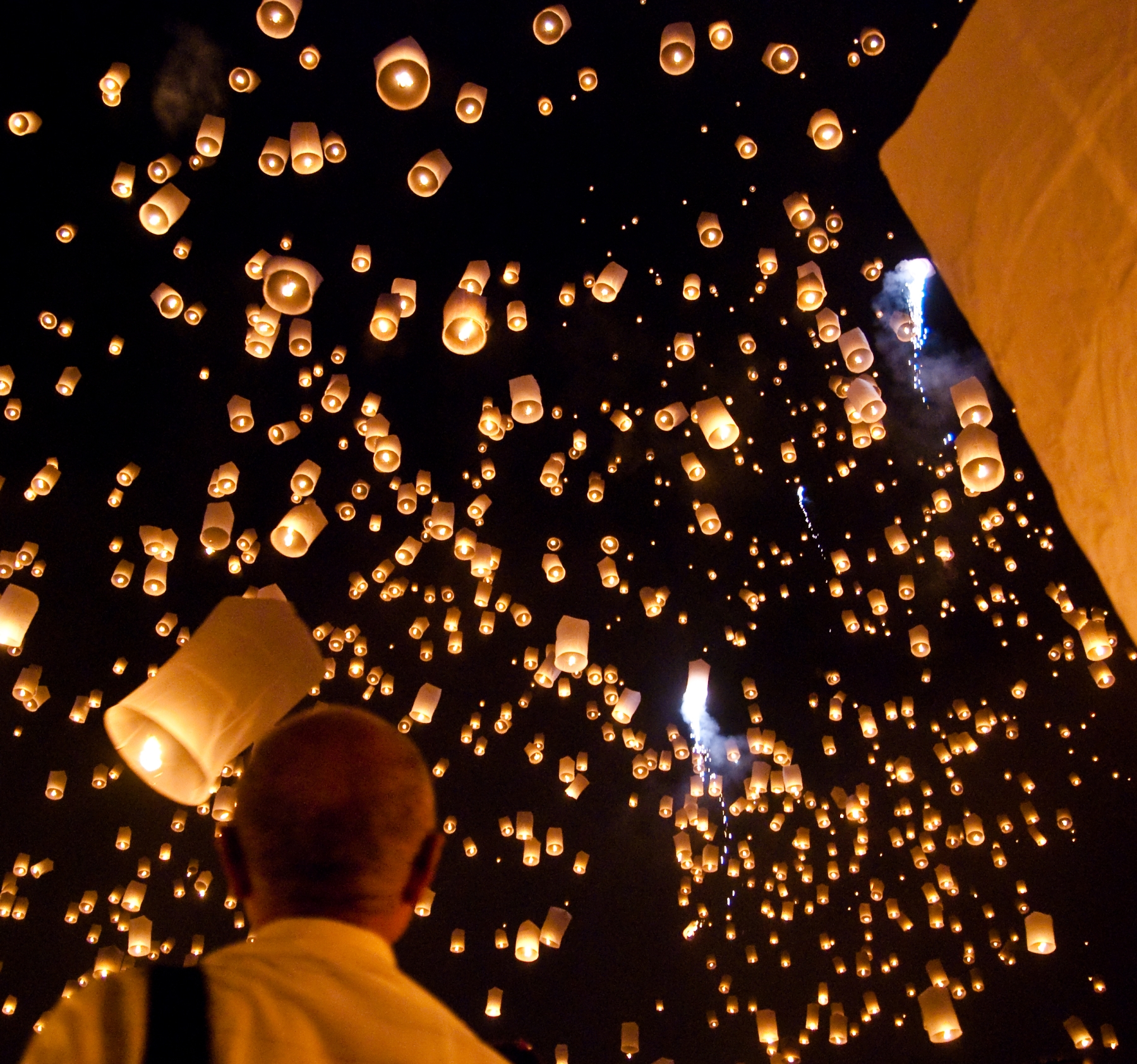
Hàng ngàn khom loi ở Mae Cho, Chiang Mai

Hoặc như ở thành phố Chiang Mai phía Bắc Thái Lan nơi cố đô của vương quốc Lan Na, Loy Krathong ở đây có nghi thức khác thường là thả đèn trời kiểu Lanna (cũng hình hoa sen) bay lên bằng hơi nóng với niềm tin rằng khi những chiếc đèn lồng bồng bềnh trên không sẽ mang theo những phiền não của cư dân trong cộng đồng bay mất. Loy krathong ở Lanna, có tên là lễ hội "Yi Peng" (tiếng Thái: ยี่เป็ง). Do sự khác biệt giữa lịch Lanna cổ và lịch Thái mà thời gian Yi Peng được tổ chức lại là ngày rằm tháng 2 theo lịch cổ Lanna ("Yi" có nghĩa là "thứ hai" và "Peng" nghĩa là "tháng" theo tiếng Lanna). Vô số các loại đèn trời theo phong cách Lanna (gọi là khom loi (tiếng Thái: โคมลอย), nghĩa đen: lồng đèn thả trôi) được thả lên trời tạo ra một hình ảnh rất giống một đàn lớn các con sứa khổng lồ phát sáng, đang trôi nổi rất duyên dáng trên bầu trời. Lễ hội là thời gian để tham bun (tiếng Thái: ทำบุญ), để tích đức. Người ta tạo ra khom loi từ một mảnh vải mỏng, hoặc từ bánh tráng và gắn vào đó nến hoặc pin nhiên liệu. Khi pin nhiên liệu được đốt cháy, sẽ tạo ra một lượng khí nóng bị bẫy bên trong chiếc đèn trời, tạo ra đủ lực để nâng khom loi bay lên trời. Ngoài ra, người dân cũng trang hoàng nhà cửa, vườn tược và đình chùa với khom fai (tiếng Thái: โคมไฟ): một loại đèn giấy có nhiều hình thù tinh tế. Khom thue (tiếng Thái: โคมถือ) là các loại lồng đèn để cầm trực tiếp trên tay hay treo vào một cái que nhỏ, khom khwaen (tiếng Thái: โคมแขวน) là các loại đèn treo, còn khom pariwat (tiếng Thái: โคมปริวรรต) là các loại đèn quay (do sức nóng của các ngọn nến bên trong) ở đình chùa. Vào dịp lễ hội, ánh sáng rực rỡ thắp sáng cả khắp mặt nước sông, lấp lánh trên các cành cây, mái nhà, bờ tường và tỏa sáng cả trời cao. Truyền thống Yi Peng cũng được du nhập vào một số vùng của Lào vào thế kỷ 16. Còn tại vùng Tây Song Bản Nạp (Trung Quốc), lễ hội Hoa Đăng thường được tổ chức hằng năm tại thắng cảnh Cốc Bành Tây Song Cảnh (告庄西双景), thành phố Cảnh Hồng, tỉnh Vân Nam. Đồng thời, triển lãm hoa đăng theo chủ đề văn hóa người Lự và người Thái Na được đầu tư với kinh phí lớn.Trong ngày khai mạc, các hoạt động diễu hành nổi theo chủ đề văn hóa Thái tộc, múa hát và các hoạt động khác lần lượt được tổ chức, thu hút hàng chục nghìn du khách đến trải nghiệm nét quyến rũ của văn hóa Thái tộc. Hòa cùng tiếng chiêng trống, người dân và du khách đã thả đèn nước xuống vùng nước quanh danh thắng, cầu mong, cầu phúc và cảm nhận không khí lễ hội.

## Hình ảnh lễ hội

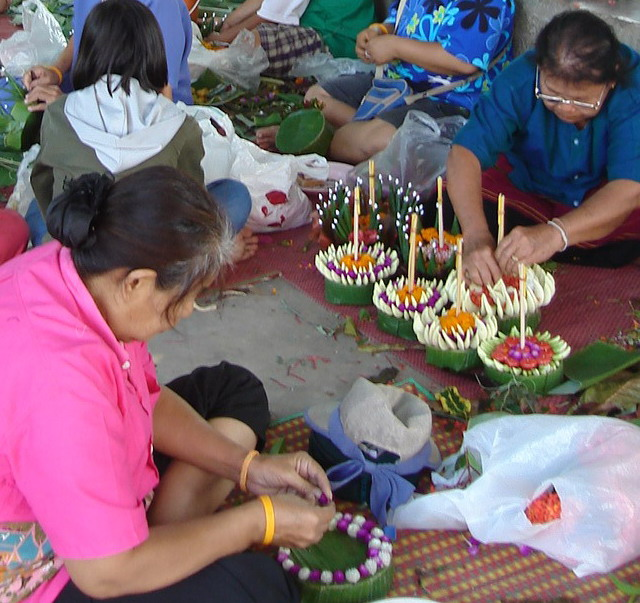
Làm đèn hoa đăng
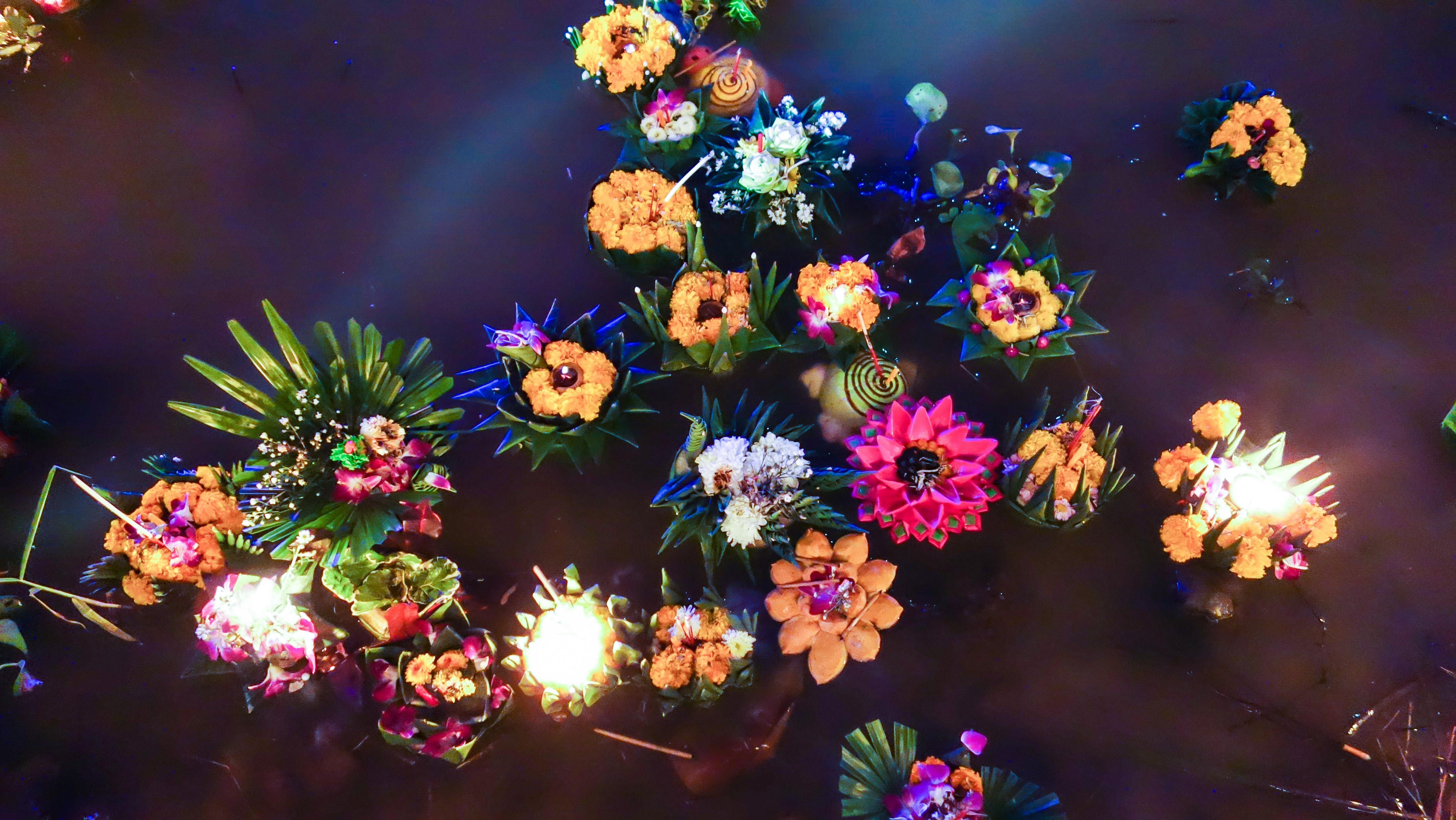
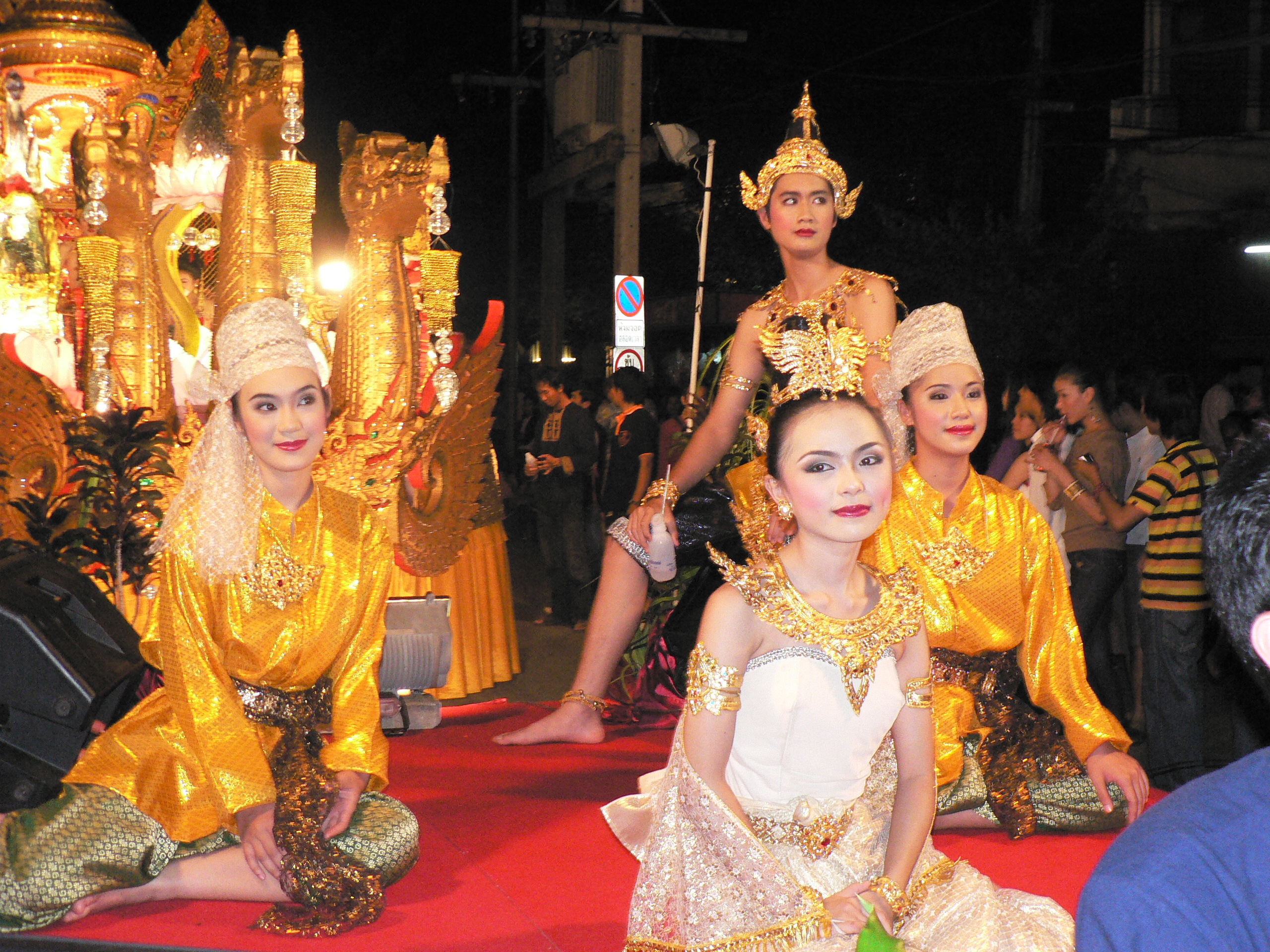
Diễu hành xe hoa tại Chiang Mai, 2005
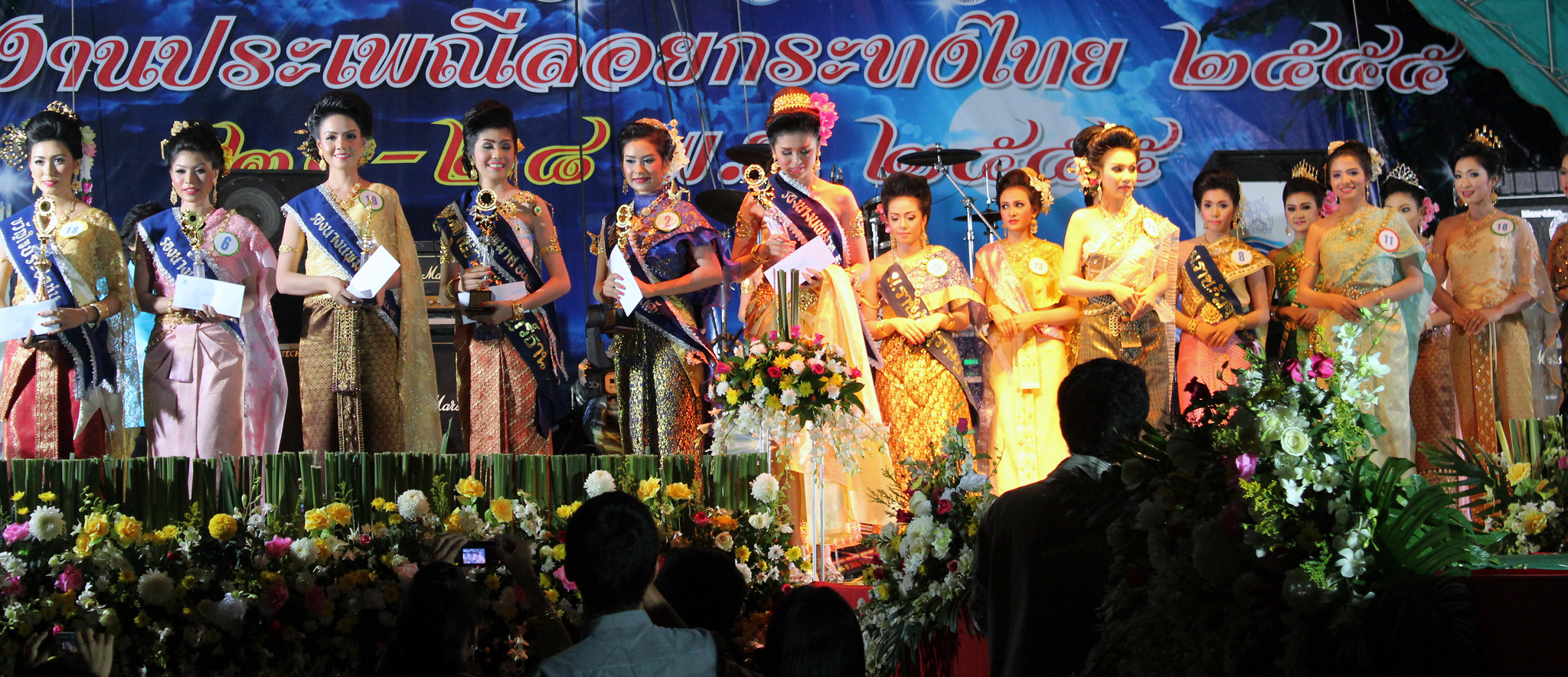
thi hoa khôi Miss Nopphamat tại Chaweng, Koh Samui
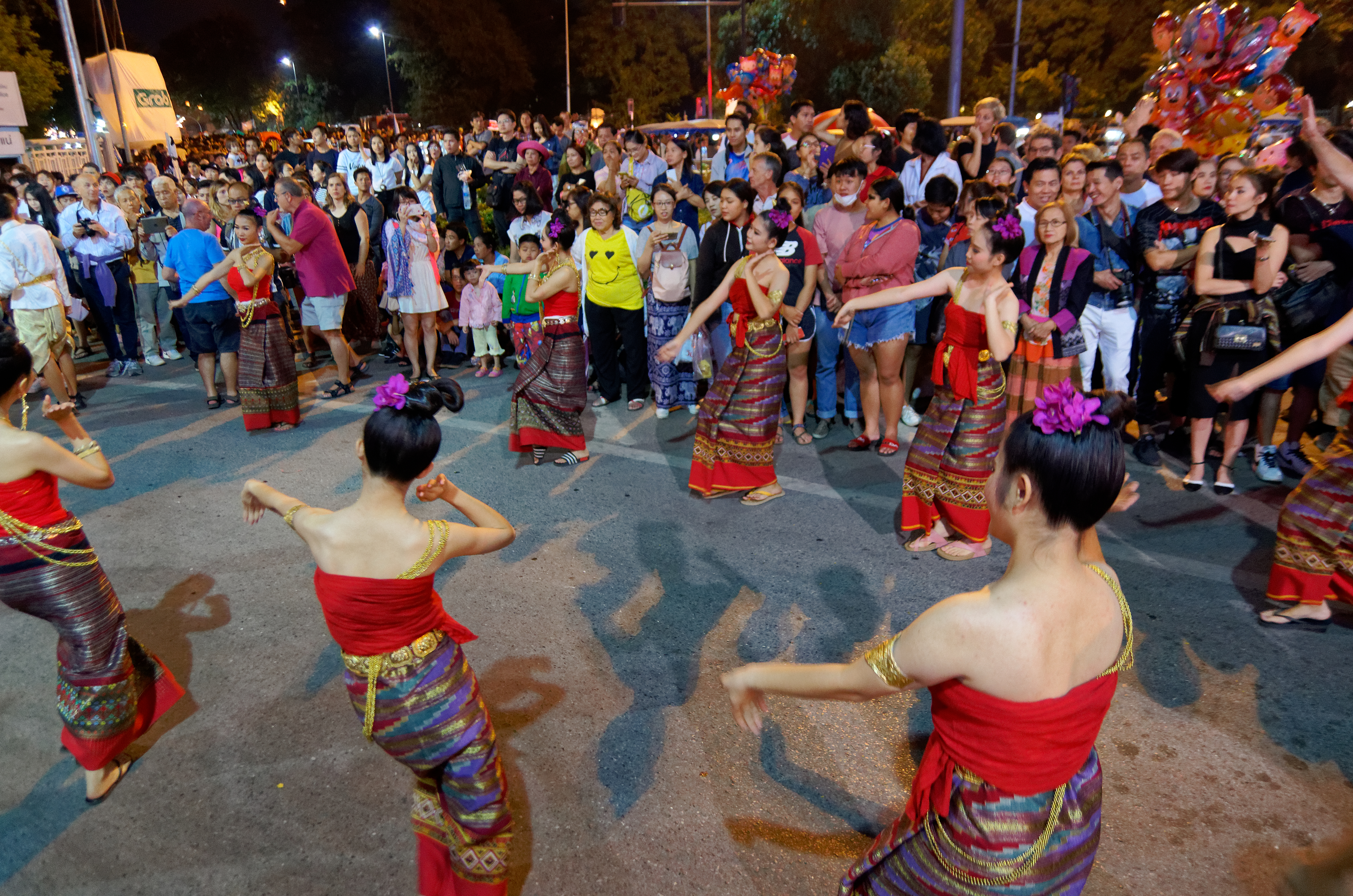
Diễn hành và múa tại Chiang Ma
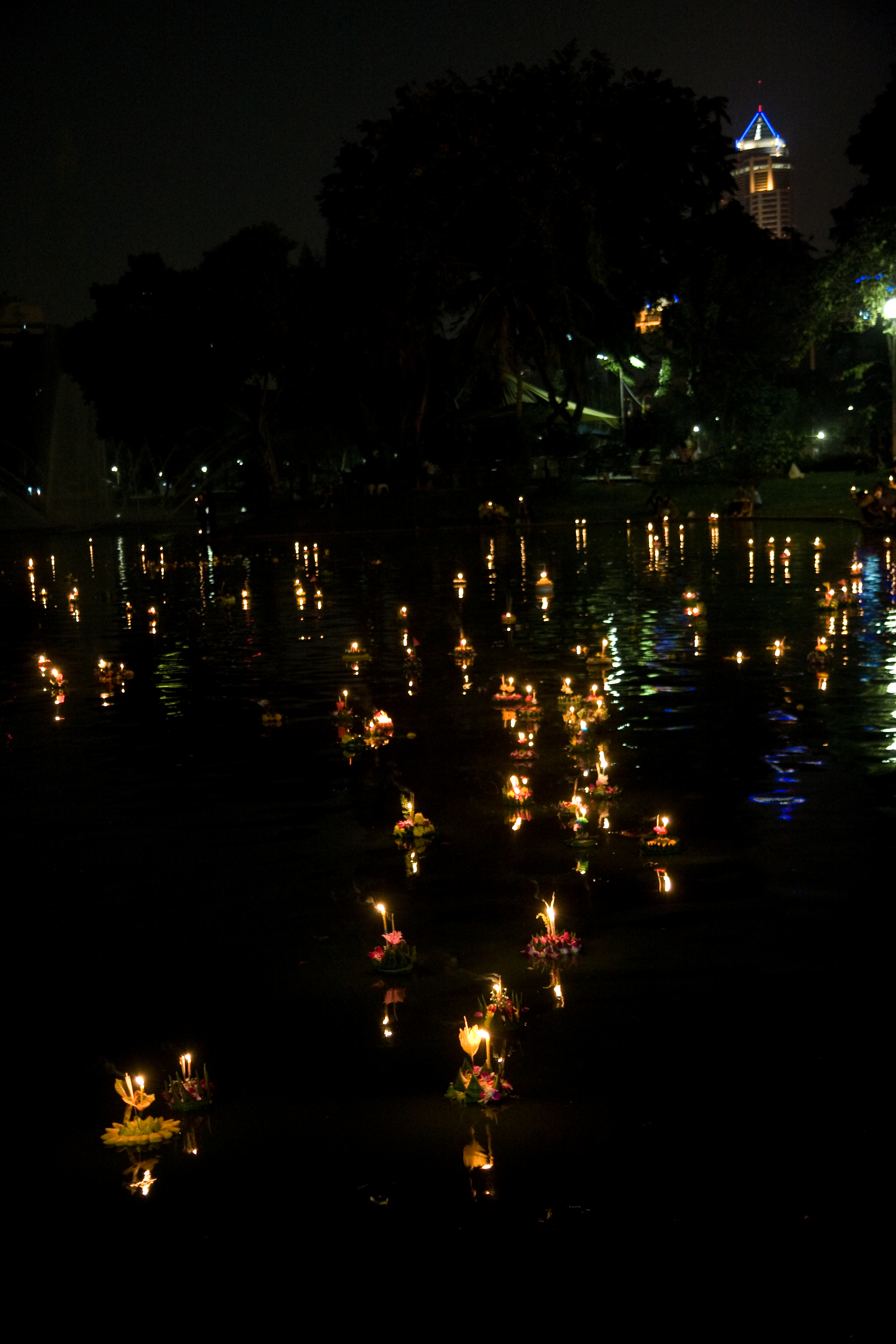
Loi krathong năm 2007 tại công viên Lâm Tì Ni, Bangkok
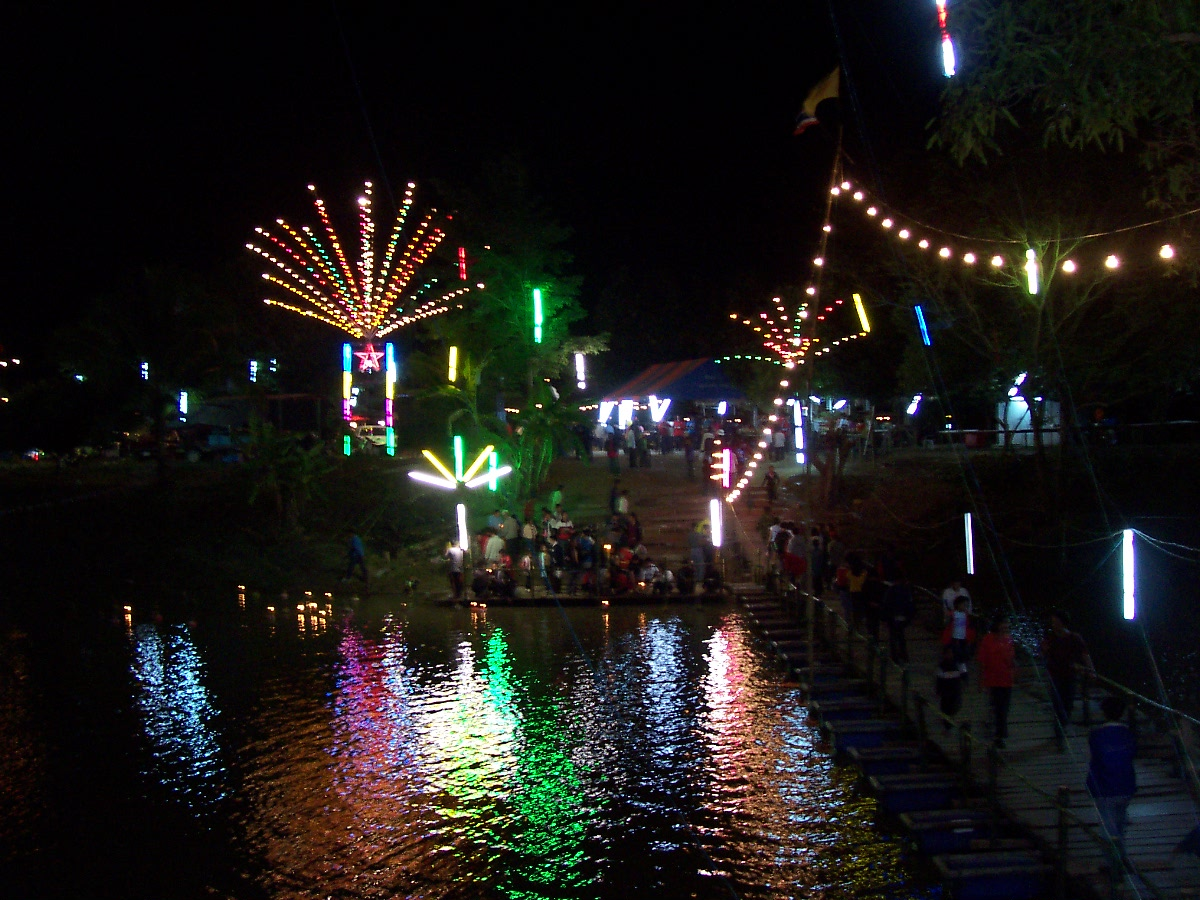
Loy Krathong ở Huai Khot, Uthai Thani, Thái Lan
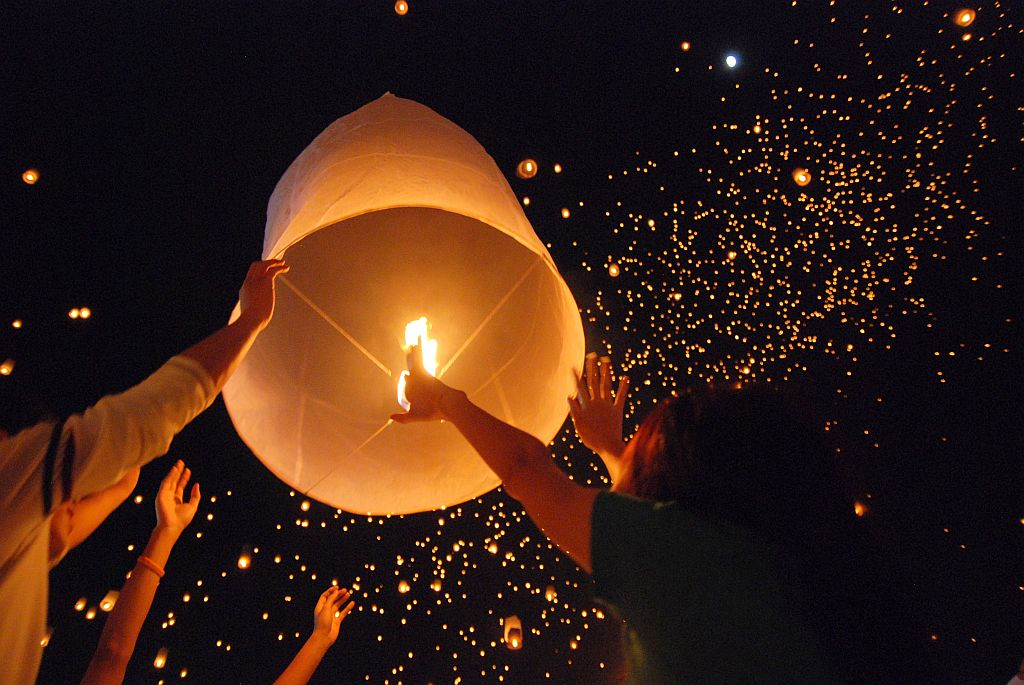
Thả một khom loi vào không trung trong lễ hội Yi Peng ở Mae Cho, Chiang Mai
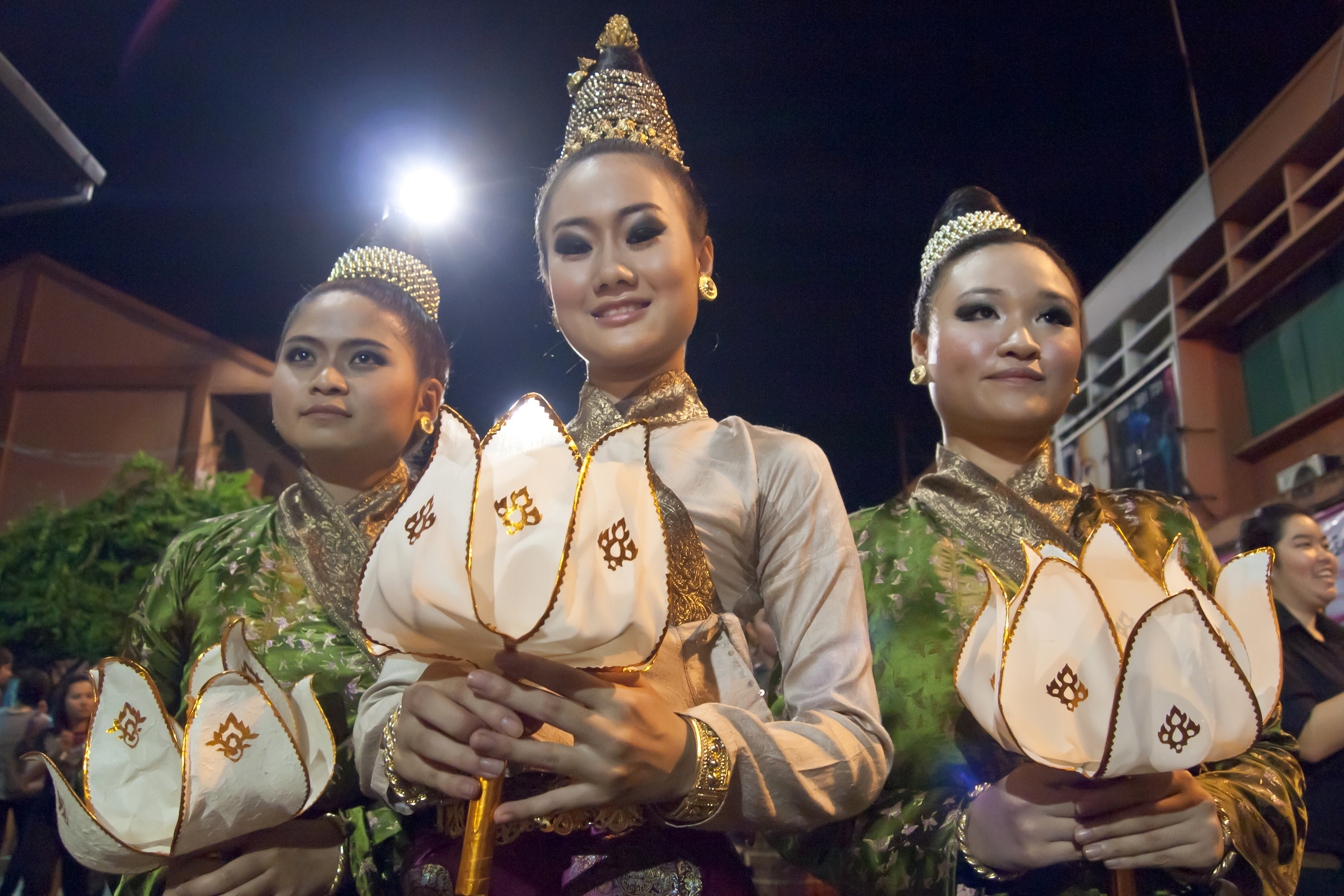
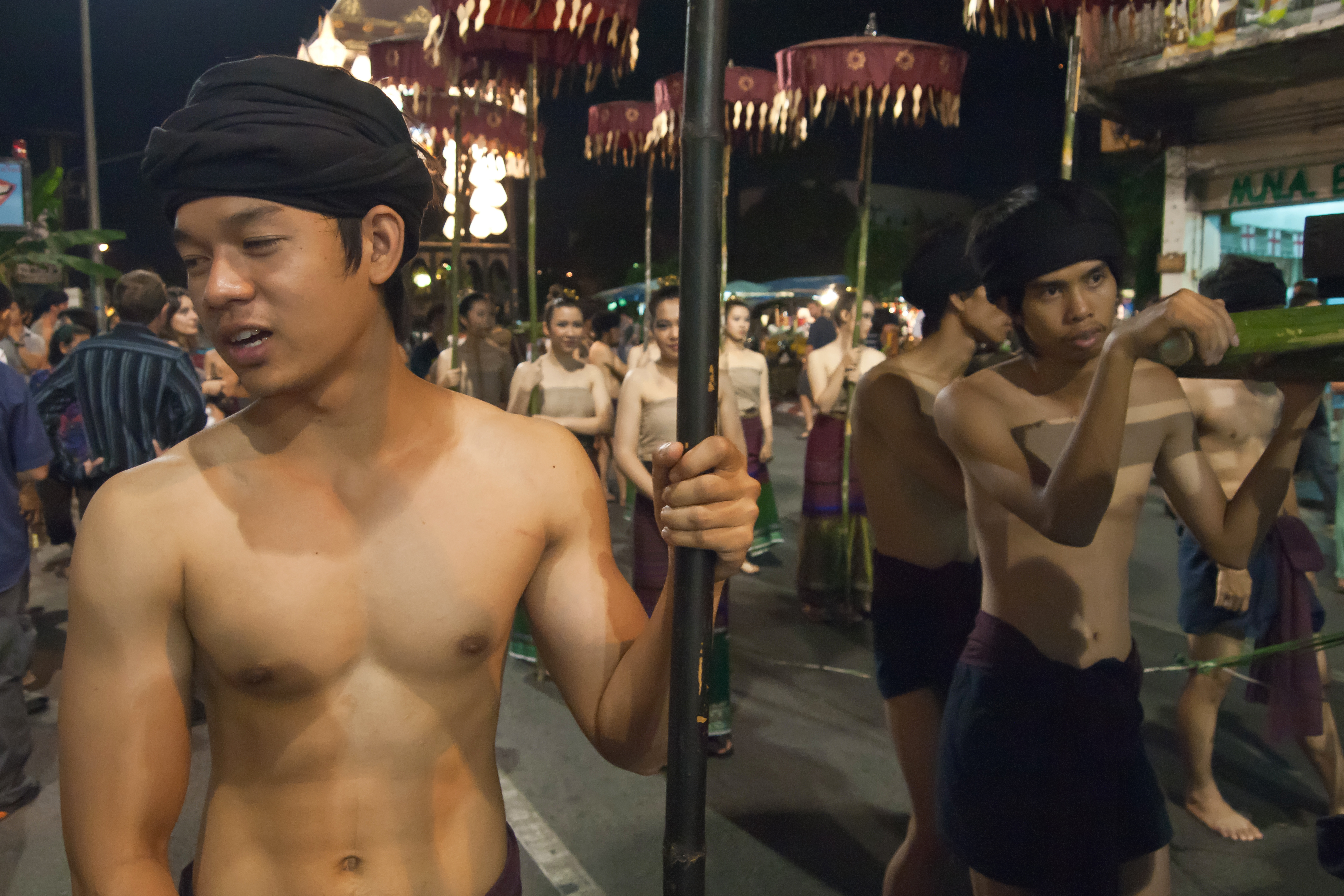
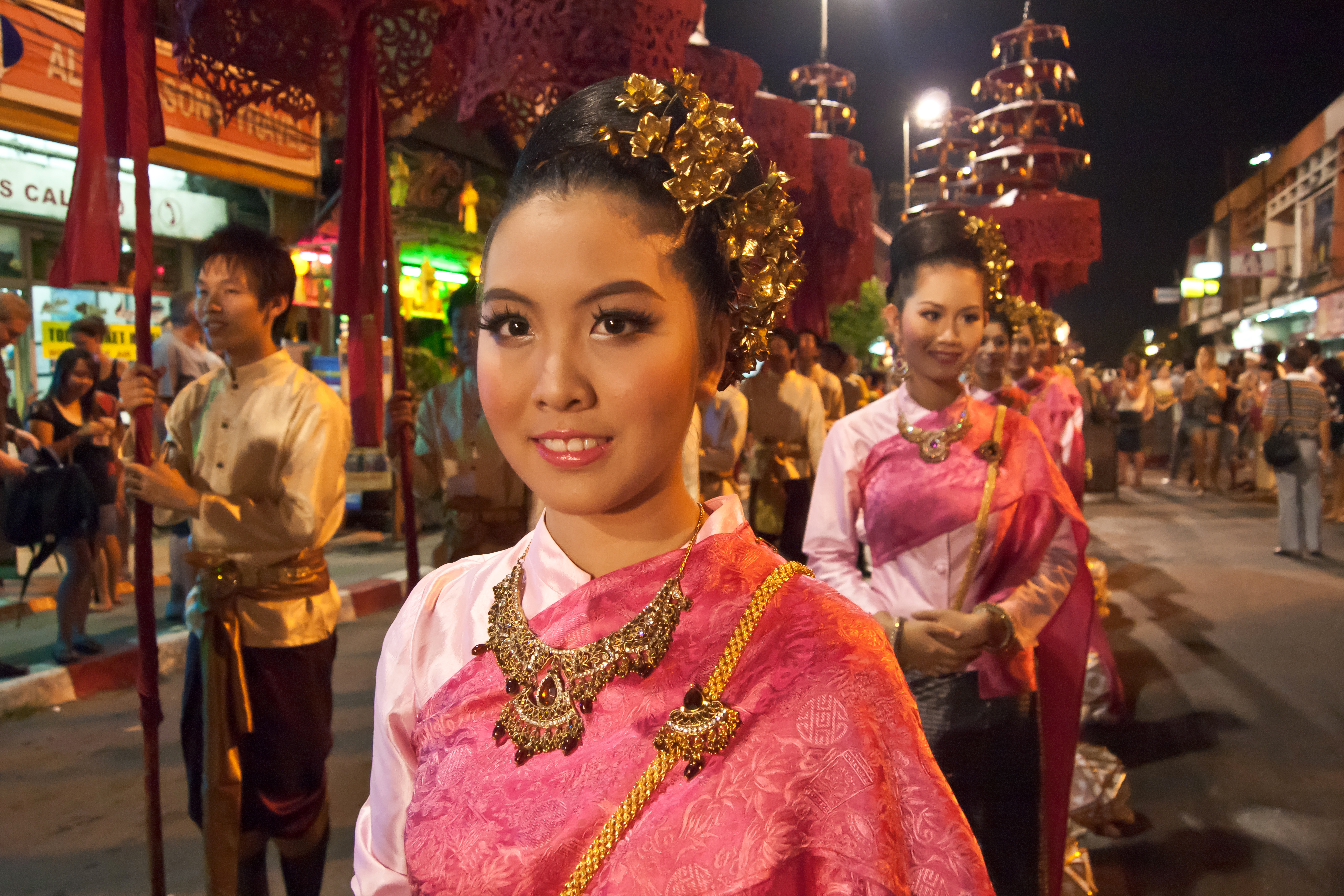
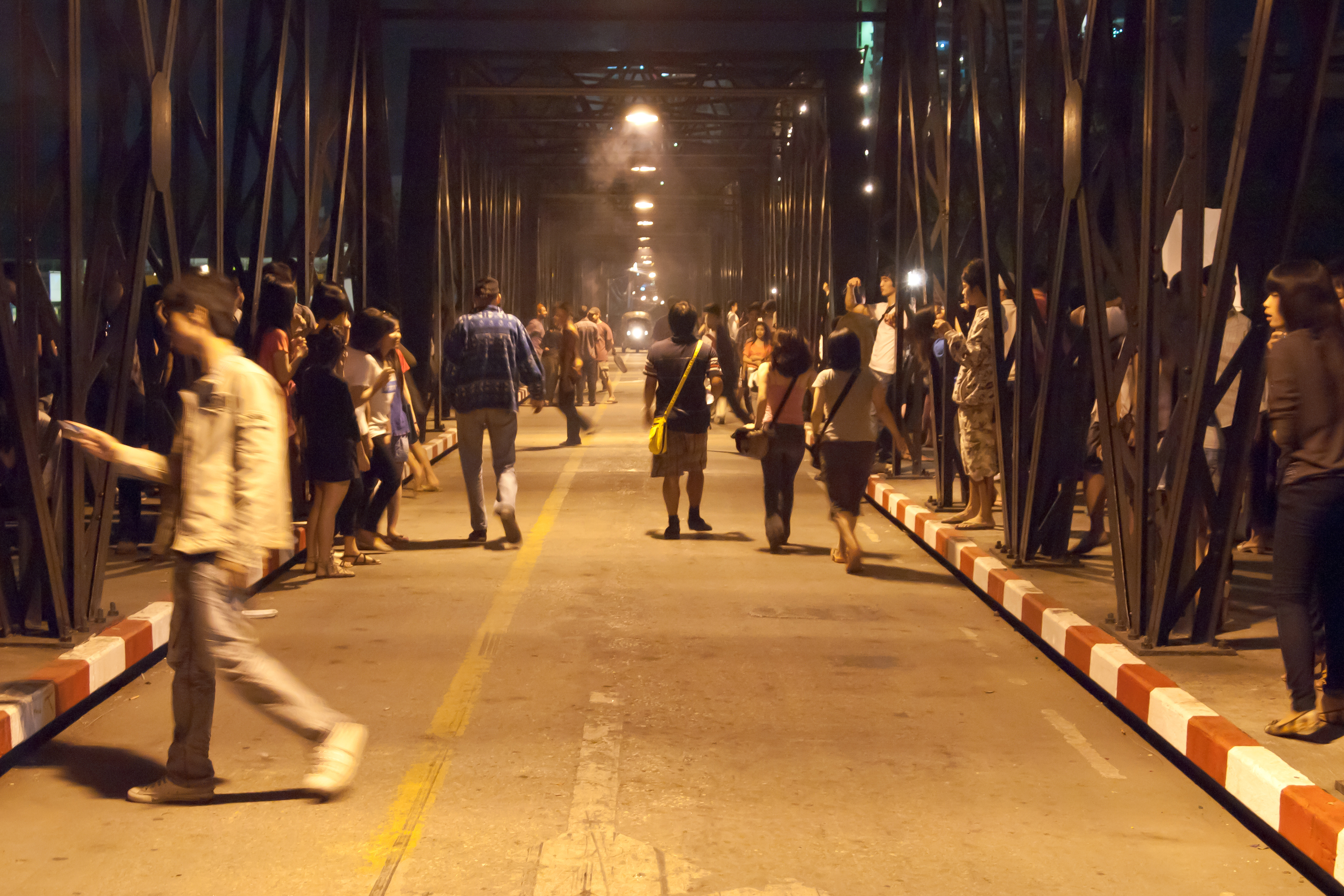